# Репман, Владимир Христианович
Влади́мир Христиа́нович Репман (1869 — 4 октября 1924, Москва) — русский советский инженер, филателист, первый председатель правления Всероссийского общества филателистов (1923—1924).

## Биография
Владимир Репман родился в 1869 году, в семье российских немцев . Учился на инженера в Бельгии, а затем в университете в швейцарском городе Винтертур близ Цюриха, который окончил в 1888 году. В 1910 году он возглавил только что открытую школу инструкторов лесохимических производств при Пищальском земском заводе.
В годы гражданской войны В. Х. Репман, будучи крупным специалистом по металлоткацкому делу, впервые в России наладил производство фосфорно-бронзовых сеток для бумагоделательных машин. Его усилиями в Москве была построена Первая Государственная металлоткацкая фабрика (располагалась на Кузнецкой улице, д. 18), открытие которой состоялось 16 ноября 1919 года. Член РКП(б).
Умер Владимир Христианович Репман 4 октября 1924 года после тяжёлой болезни.

## Вклад в филателию
Владимир Репман был известным филателистом. 1 января 1923 года приказом Уполномоченного ЦК Последгол при ВЦИК по филателии он был назначен членом Экспертного бюро, созданного при Уполномоченном, по бонам Революции и литературе. Репман являлся председателем комиссии по организации Всероссийского общества филателистов (ВОФ). На первом организационном собрании ВОФ, которое состоялось 6 апреля 1923 года, он был единогласно избран председателем Правления ВОФ. В мае 1923 года Репман тяжело заболел и фактически в работе правления не участвовал, оставаясь при этом его председателем.
Владимир Христианович был также одним из первых подписчиков журнала «Советский бонист», который начал издаваться в 1923 году.